# Traceología
La traceología o análisis de las huellas de uso en Arqueología es un método empleado para determinar la función de los artefactos, sobre todo líticos, examinando las trazas de desgaste en sus bordes. La traceología puede ser la única forma de verificar teorías sobre las actividades domésticas, económicas o artísticas de los artefactos prehistóricos.
El método consiste en recrear herramientas prehistóricas y urilizarlarlas en diversas funciones y en diferentes superficies, pasando así establecer una base de control. A continuación se repiten lo experimentos, pero ocultando al científico parte de la información esencial. Son los «blind test», controles que pretenden comprobar si se ha alcanzado suficiente seguridad en la determinación de la naturaleza de los microdesgastes. Por último, se estudian las huellas de los artefactos de control y se comparan con las de los artefactos arqueológicos. La información puede obtenerse con diversos instrumentos ópticos, como los microscopios binoculares, microscopios petrográficos y los microscopio electrónico de barrido.
Alternando la observación arqueológica y los experimentos, se pueden comprender los diferentes estadios de fabricación y uso de los utensilios, tales como el engaste en un mango o el reafilado. De hecho, el estudio de las trazas de uso ha esclarecido el problema de los útiles enmangados permitiendo la reconstrucción de ciertos armazones habitualmente compuestos por varias piezas ensambladas, que en la excavación pueden aparecer sueltas y sin relación aparente. El objetivo es, entonces, esencialmente explicar cómo se usó un útil, qué material trabajó y con qué movimientos físicos, si tuvo o no mango, cuánto tiempo estuvo en uso y si fue reutilizado. Además se pueden comparar los resultados con los inferidos por la tipología lítica (en el sentido tradicional de la expresión).

## Historia de las investigaciones
Los inicios del estudio de las huellas de uso tuvieron lugar desde mediados del, cuando ciertos arqueólogos notaron que las lascas utilizadas como elementos de hoz sufrían un tipo peculiar de desgaste, observable a simple vista, denominado «lustre del cereal». Pero el verdadero avance en esta disciplina se dio en los 30 en la antigua Unión Soviética de la mano de Sergei Aristapovich Semenov, científico de la Academia de ciencias de Leningrado. Las investigaciones de Semenov se publicaron en su país en 1957, fueron traducidas al inglés en 1964 y al español en 1981, y demostraron que era posible descubrir cómo fueron utilizadas las herramientas prehistóricas, cosa que, hasta entonces, había pertenecido en el reino de la especulación. 

«Todo el mérito es de Semenov por haber realizado una serie de observaciones sistemáticas y por haber desarrollado las técnicas necesarias para su estudio. Su trabajo "Tecnología Prehistórica" permanecerá durante mucho tiempo como el libro de referencia»
Bordes, 1969

El primer simposio que se ocupó «Las Huellas de Uso en Piezas Líticas» tuvo lugar en Vancouver en 1977, y fue publicado en Nueva York en 1979. En ese congreso se conocieron las ideas de Lawrence H. Keeley, que había elaborado su tesis doctoral sobre una serie de utensilios del Paleolítico británico. En sus trabajos, Keeley defendía el empleo de micrscopios de alta potencia (más de 500x) para conseguir más eficacia en los análisis de uso. En concreto sólo aparatos como el microscopio electrónico de barrido, permiten diagnosticar con certeza el tipo de material trabajado por el utensilio de piedra. Por el contrario, el americano Geoge Odell, trabajando con instrumentos de varios yacimientos alemanes, defiende la viabilidad del empleo de microscopios menos potentes, con una magnificación incluso por debajo de 100x, con los que es posible, como mínimo, saber cómo fue utilizada la herramienta de piedra (básicamente: cortar, raspar o perforar) y la densidad relativa del material trabajado (blando o duro). Otro enfoque interesante fue el propuesto por el australiano Johan Kamminga, con la particularidad de que este investigador realizó sus estudios sobre utensilios de los aborígenes australianos que él mismo había recogido después de asistir a su utilización como etnógrafo.
Los anglosajones son, sin duda, los que más rápido recogieron el estigo de la escuela soviética iniciada por Semenov, sobre todo, en el Reino Unido (donde brillan las figuras de Newcomer y Kelley, con sus respectivos discípulos) y Estados Unidos (destacando Tringham, Odell y Keller). desde estos puntos de irradiación, cuatro décadas después, puede decirse que los estudios traceológicos tienen ahora especialistas en todo el mundo.
Véase también: Tribología